# Rhipidoglossum cuneatum
Rhipidoglossum cuneatum é uma espécie de orquídea, família Orchidaceae, que existe em Camarões, República Centro Africana e Uganda. Trata-se de planta epífita, monopodial com caule que mede menos de doze centímetros de comprimento; cujas pequenas flores tem um igualmente pequeno nectário sob o labelo.

## Publicação e sinônimos
- Rhipidoglossum cuneatum (Summerh.) Garay, Bot. Mus. Leafl. 23: 195 (1972).

Sinônimos homotípicos:
- Diaphananthe cuneata Summerh., Kew Bull. 14: 141 (1960).